# Xà căn Ba Vì
Xà căn Ba Vì hay cẩy dẹt Ba Vì (danh pháp Ophiorrhiza baviensis) là một loài thực vật có hoa trong họ Thiến thảo. Loài này được Drake miêu tả khoa học đầu tiên năm 1895.